# Niewidzialny człowiek (film 1933)
Niewidzialny człowiek (ang. The Invisible Man) – amerykański horror s-f z 1933 roku reżyserii Jamesa Whale’a na podst. powieści H.G. Wellsa z 1897 roku pod tym samym tytułem.
W 2008 roku film został włączony przez Bibliotekę Kongresu do National Film Registry jako „kulturalnie, historycznie lub estetycznie znaczący”.

## Fabuła
W Iping podczas śnieżnej nocy do gospody The Lion's Head przybywa nieznajomy z zabandażowaną głową i oczyma ukrytymi pod ciemnymi goglami. Domaga się, by został sam. Ludzi dziwi osobliwe zachowanie przybysza. Panią Hall, żonę właściciela gospody przerażają niewidoczne usta przybysza, które ujrzała przez moment wchodząc nieproszona. Przybysz tłumaczy się, że miał wypadek. Tymczasem córka chemika doktora Cranleya – Flora niepokoi się niespodziewanym wyjazdem i brakiem oznak życia swego narzeczonego i zarazem asystenta jej ojca – Jacka Griffina. Cranley uspokaja ją, że Griffin pracuje w odosobnieniu nad tajnym projektem naukowym. Inny asystent Cranleya – doktor Kemp też dziwi się wyjazdowi i niepokoją go spalone notatki oraz nagła tajemniczość Griffina.
Tymczasem w The Lion's Head nieznajomy doprowadza do ostateczność Hallów swym niegrzecznym zachowaniem i zaleganiem czynszu. Gdy pan Hall zamierza eksmitować nieznajomego, zostaje przez niego zrzucony ze schodów. Gdy przybyły konstabl w asyście kilku miejscowych cywili zamierza zabrać nieznajomego na komisariat, ten zdejmuje bandaże i gogle, ujawniając, że jest niewidzialny. Ściąga ubranie, stając się całkowicie niewykrywalnym i wymyka się uciekając przez wieś. Wkrótce w całej Wielkiej Brytanii media donoszą o niewidzialnym człowieku w Iping, kwitujące jednak że to zbiorowa halucynacja.
Cranley i Kemp, przeszukują puste laboratorium Griffina, znajdując tylko jedną notatkę w szafce. Jest tam opisany wycofany z środek chemiczny o nazwie monocane. Środek ten wywołuje skutki uboczne w postaci wybielenia i szaleństwa. Cranley obawia, że Griffin eksperymentował na sobie użycie monocane, nie wiedząc o jego skutkach. Cranley planuje zgłosić zaginięcie Giffina. Nocą do Kempa przybywa niewidzialny człowiek, który zostaje rozpoznany po głosie jako Griffin. Ten wyjaśnia, że pięć lat temu rozpoczął eksperyment z niewidzialnością i w ostatniej fazie eksperymentu wyjechał do Iping, by w spokoju wynaleźć antidotum. Na dalsze pytania Kempa stwierdza jednak, że dzięki specyfikowi stał się silniejszy i mądrzejszy, więc postanawia zdobyć władzę nad światem, a Kempa swoim wspólnikiem. 
Griffin rozkazuje przygotować samochód do powrotu do Iping po zostawione tam notatki. Tam inspektor lokalnej policji niedowierzający w istnienie niewidzialnego człowieka przesłuchuje świadków. Griffin po zabraniu rzeczy znów daje o sobie znać bywalcom i morduje inspektora. Policja z ochotnikami robi obławy na zbrodniarza i apelują o informowanie jego śladów. Griffin zmusza Kempa do usługiwania i ukrywania każdego szczegółu zdradzającego obecność niewidzialnego człowieka. Do Kempa dociera, że efektem ubocznym niewidzialności jest niekontrolowane szaleństwo oraz mania wielkości i dzwoni do Cranleya. O wszystkim dowiaduje się też Flora i wraz z ojcem udaje się do domu Kempa. 
Griffin uspokaja się na widok z Florą, lecz po chwili znów snuje plany potęgi polegające na sprzedaży formuły niewidzialności krajom zapewniając mu milionowe dochody. Dom Kempa otacza wezwana przez niego policja, lecz i tym razem Griffinowi udaje się uciec. Przed ucieczką obiecuje Kempowi, że zabije go następnego dnia. Griffin kontynuuje morderczy pochód, m.in. prowadząc do wykolejenia pociągu. Policja wyznacza nagrodę za pomysł unieszkodliwienia szaleńca. Czując, że Griffin spróbuje spełnić swoją obietnicę, policja używa Kempa jako przynęty i obmyśla różne pułapki. Pod naciskiem Kempa policja przebiera go w mundur policyjny i pozwala odjechać samochodem z domu. 
Jednak Griffin śledził go przez cały dzień i obezwładnia Kempa, a następnie zrzuca go w samochodzie w dół stromego urwiska, zabijając Kempa na miejscu. Griffin ukrywa się w stodole, w której jego ruchy w sianie dostrzega rolnik. Zawiadamia on policję, która otacza stodołę i podpala budynek, co zmusza Griffina do wyjścia, pozostawiając widoczne ślady na śniegu. Zostaje on postrzelony w płuco. W szpitalu umierający Griffin prosi o spotkanie z Florą. Na łożu śmierci ze skruchą przyznaje się, że wtrącał się w rzeczy, które człowiek powinien zostawić w spokoju. Po śmierci Griffina jego ciało staje się ponownie widoczne.

## Obsada
- Claude Rains – dr Jack Griffin / Niewidzialny Człowiek
- William Harrigan – dr Arthur Kemp
- Henry Travers – dr Cranley
- Gloria Stuart – Flora Cranley
- Una O’Connor – Jenny Hall
- Forrester Harvey – Herbert Hall
- Holmes Herbert – naczelnik policji
- Duddley Digges – główny detektyw policji
- E.E. Clive – konstabl Jaffers
- Harry Stubbs – inspektor Bird
- Donald Stuart – inspektor Lane
- Merle Tottenham – Millie
- Robert Brower – rolnik

## Dziedzictwo
Claude Rains dzięki tytułowej stał się jednym z najcenniejszych aktorów Hollywood. Doprowadziło go to do ról, które Kim Newman chwalił jako „wszystko od Przygód Robin Hooda (1938) (jako zły król Jan) do Casablanci (1942)”. W swojej autobiografii z 1934 roku H.G. Wells tylko krótko wspomniał o filmowej adaptacji Niewidzialnego człowieka, stwierdzając, że była to „opowieść, która, w dużej mierze dzięki niedawnemu filmowi wyprodukowanemu przez Jamesa Whale'a, jest nadal czytana tak często, jak była”.
Za sprawą sukcesu Syna Frankensteina Universal Pictures zdecydowało o wznowieniu postaci Niewidzialnego Człowieka i w latach czterdziestych XX wieku powstała seria filmów:
- Powrót niewidzialnego człowieka (The Invisible Man Returns, 1940)[8]
- Niewidzialna kobieta (The Invisible Woman, 1940)[9]
- Niewidzialny agent (Invisible Agent, 1942)[8]
- Zemsta niewidzialnego człowieka (The Invisible Man's Revenge, 1944)[10]
- Abbott i Costello spotykają niewidzialnego człowieka (Abbott and Costello Meet the Invisible Man, 1951)[11]

W 2006 roku David S. Goyer został zatrudniony do napisania scenariusza i reżyserowania nowej wersji filmu, która miała być inspirowana Sherlockiem Holmesem. Jednak projekt w 2011 roku stanął w martwym punkcie. W lutym 2016 roku do produkcji wszedł remake Niewidzialnego człowieka wg scenariusza Eda Solomona, z Johnnym Deppem w roli tytułowej i  jako część filmowego uniwersum Dark Universe rebootującego Universal Monsters. W związku porażką finansową i negatywnymi recenzjami Mumii projekt Dark Universe upadł, a tym samym remake. W 2019 roku Universal Pictures ogłosiło odrzucenie planów łączonego uniwersum i zdecydowało się na nową wersję remake'u. Był to mający premierę w 2020 roku Niewidzialny człowiek produkcji Blumhouse Productions w reżyserii Leigha Whannella, z Oliverem Jackson-Cohenem w roli tytułowej.